# 애슐리 모니크 클락
애슐리 모니크 클락(Ashley Monique Clark, 1988년 12월 1일 ~ )은 미국의 배우, 텔레비전 배우, 영화배우이다.
브루클린에서 태어났다.

## 영화
- 빅 타임 러쉬 시즌1 (2009년) - 프리티 걸 #2 역
- 선스 오브 아나키 (2008년)
- 도미노 (2005년)
- 러브 돈 코스트 어 씽 (2003년)
- 라이어 라이어 (1997년)
- 캘리포니아 여자 (1996년)